# Max Méreaux
Max Méreaux, född 13 oktober 1946 i Saint-Omer, är en fransk kompositör. Han var elev till Jacques Castérède.

## Verk (urval)
- Sonatinen für Gitarre und Klavier.
- Sonate für Klarinette, Violoncello und Klavier.
- Suite für zehn Soloinstrumente.
- Pentacle für Orchester.
- Alturas de Macchu Picchu für Bariton und Orchester.
- Das "Konzert für Violine und elf Saiteninstrumente" wurde 1981 bei dem renommierten "Concours International de Composition Valentino Bucchi de Rome" ausgezeichnet.
- Das "Konzert für Violone und zwölf Saiteninstrumente" ist Tibor Varga und seinem Kammerorchester in Detmold gewidmet.